# Зеугма
Зеугма (грч. Ζεύγμα) је древни град античке краљевине Комагена чије су рушевине откривене у данашњој турској провинцији Газијантеп. Град који датира још из бронзаног доба, заједно са некрополисом која се простире на око 3 хектара у ком је нађено преко 8000 артефакта. Посебно су значајни богати мозаици и фреске откривене међу остацима градских палата и храмова. Данас се сматра једним од четири најважнијих градских насеља древне Комагене. 
Град је добио име по понтонском мосту (зеугма) преко реке Еуфрат.
Верује се да ге је основао краљ Селеук I Никатор око године 300. п. н. е. под још увек непознатим именом. Временом град је постао важно трговачко средиште на Путу свиле. Био је у саставу Селеукидског царства све до 64. п. н. е. када су га освојили Римљани. Тада добија име Зеугма.
Сасанидски краљ Шапур I га осваја и разара 256. године. Након тога је обновљен, али никада није вратио некадашњи сјај. 
Био је у саставу Византијског царства до Арапских освајања почетком 10. века. Током 10. и 11. века је био једна од резиденција абасидских калифа, а након тога је поново напуштен.
Град је потопљен изградњом Биречик бране на реци Еуфрат крајем 20. века.